# Paris (album Supertramp)
Paris – koncertowy album brytyjskiego zespołu rockowego Supertramp, wydany 26 września 1980. Większość utworów jest zapisem koncertu zespołu z trasy Breakfast in America Tour, który odbył się 29 października 1979 roku w Pavillon de Paris w Paryżu. Album dotarł do 8 pozycji listy Billboard 200, natomiast pochodzący z tego albumu utwór "Dreamer" dotarł do miejsca 15 listy Billboard Hot 100.

## Lista utworów
| #  | Tytuł                    | Kompozytorzy               | Wokal                      | Czas  |
| -- | ------------------------ | -------------------------- | -------------------------- | ----- |
| A1 | "School"                 | Rick Davies, Roger Hodgson | Roger Hodgson, Rick Davies | 5:41  |
| A2 | "Ain't Nobody But Me"    | Rick Davies, Roger Hodgson | Rick Davies                | 5:24  |
| A3 | "The Logical Song"       | Roger Hodgson, Rick Davies | Roger Hodgson              | 3:56  |
| A4 | "Bloody Well Right"      | Rick Davies, Roger Hodgson | Rick Davies                | 7:23  |
| B1 | "Breakfast In America"   | Rick Davies, Roger Hodgson | Roger Hodgson              | 3:57  |
| B2 | "You Started Laughing"   | Rick Davies, Roger Hodgson | Rick Davies                | 4:02  |
| B3 | "Hide In Your Shell"     | Rick Davies, Roger Hodgson | Roger Hodgson              | 6:54  |
| B4 | "From Now On"            | Rick Davies, Roger Hodgson | Rick Davies, Roger Hodgson | 7:05  |
| C1 | "Dreamer"                | Rick Davies, Roger Hodgson | Roger Hodgson, Rick Davies | 3:44  |
| C2 | "Rudy"                   | Rick Davies, Roger Hodgson | Rick Davies, Roger Hodgson | 7:08  |
| C3 | "Soapbox Opera"          | Roger Hodgson, Rick Davies | Roger Hodgson              | 4:51  |
| C4 | "Asylum"                 | Rick Davies, Roger Hodgson | Rick Davies, Roger Hodgson | 6:51  |
| D1 | "Take the Long Way Home" | Rick Davies, Roger Hodgson | Roger Hodgson              | 4:57  |
| D2 | "Fool's Overture"        | Rick Davies, Roger Hodgson | Roger Hodgson              | 10:57 |
| D3 | "Two of Us"              | Roger Hodgson, Rick Davies | Roger Hodgson              | 1:25  |
| D4 | "Crime Of The Century"   | Rick Davies, Roger Hodgson | Rick Davies                | 6:31  |

## Skład
- Rick Davies – śpiew, instrumenty klawiszowe, harmonijka
- Roger Hodgson – śpiew, instrumenty klawiszowe, gitary
- John Anthony Helliwell - saksofony, instrumenty dęte, instrumenty klawiszowe, śpiew
- Dougie Thomson – gitara basowa
- Bob Siebenberg - perkusja

## Produkcja
- Producenci – Peter Henderson, Russel Pope

## Pozycje na listach

### Albumy
| Lista 1980                             | Pozycja |
| -------------------------------------- | ------- |
| Notowanie amerykańskie Billboard 200   | 8       |
| Notowanie austriackie                  | 7       |
| Notowanie brytyjskie (UK Albums Chart) | 7       |
| Notowanie francuskie                   | 9       |
| Notowanie holenderskie                 | 2       |
| Notowanie niemieckie                   | 5       |
| Notowanie norweskie                    | 6       |
| Notowanie nowozelandzkie               | 1       |
| Notowanie szwedzkie                    | 12      |

### Single
| Rok  | Singiel   | pozycja UK | pozycja USA            |
| ---- | --------- | ---------- | ---------------------- |
| 1980 | "Dreamer” |            | 15 (Billboard Hot 100) |

## Certyfikaty
| Kraj            | Certyfikacja    |
| --------------- | --------------- |
| Kanada          | platynowa płyta |
| Niemcy          | złota płyta     |
| USA             | złota płyta     |
| Wielka Brytania | złota płyta     |